# لیما (بازیکن فوتبال)
رودریگو ژوزه لیما دوس سانتوس (پرتغالی: Rodrigo José Lima dos Santos؛ زادهٔ ۱۱ مهٔ ۱۹۸۳) که با نام لیما شناخته می‌شود، بازیکن فوتبال پیشین اهل برزیل است که در پست مهاجم بازی می‌کند.

## باشگاهی
از باشگاه‌هایی که در آن بازی کرده‌است می‌توان به سانتوس، بلننسس، براگا، بنفیکا و الاهلی اشاره کرد.

## افتخارات

### باشگاهی
براگا
- لیگ اروپا: نایب قهرمان ۱۱–۲۰۱۰

بفیکا
- لیگ برتر فوتبال پرتغال: ۱۴–۲۰۱۳، ۱۵–۲۰۱۴[۲]
- جام حذفی فوتبال پرتغال: ۱۴–۲۰۱۳
- سوپر جام فوتبال پرتغال: ۲۰۱۴
- لیگ اروپا: نایب قهرمان ۱۳–۲۰۱۲، ۱۴–۲۰۱۳[۳]

الاهلی
- لیگ برتر امارات: ۱۶–۲۰۱۵
- سوپر جام فوتبال امارات: ۲۰۱۶
- جام اتصالات امارات: ۱۷–۲۰۱۶
- لیگ قهرمانان آسیا: نایب قهرمان ۲۰۱۵